# NGC 652
NGC 652 ist eine Galaxie vom Hubble-Typ S? im Sternbild Fische auf der Ekliptik. Sie ist schätzungsweise 241 Millionen Lichtjahre von der Milchstraße entfernt und hat einen Durchmesser von etwa 70.000 Lj.

Im selben Himmelsareal befinden sich u. a. die Galaxien NGC 638 und IC 1721.
Das Objekt wurde am 22. Oktober 1886 von dem US-amerikanischen Astronomen Lewis A. Swift entdeckt.